# Tagazar
Tagazar est une commune du Niger, du département de Balleyara dans la région de Tillaberi. Elle a pour chef-lieu la ville de Balleyara.

## Géographie
La commune de Tagazar est constituée de la ville de Balleyara et de la zone rurale.
|            | Tondikandia  | Tondikandia |
| Hamdallaye | Tagazar      | Loga        |
|            | Diantchandou | Koygolo     |

## Histoire
Le nom Tagazar vient du mot taharzert, qui signifie « petit étang » en langue Tamaschek.  La commune rurale est instaurée en 2002, elle est issue du canton de Tagazar. Elle est en 2011, transférée du département de Filingué au département d'Abala. 

## Population
Lors du recensement général de 2012, la population communale est relevée à 107 134 habitants, dont 16 063 habitants pour la localité chef-lieu. Plus de 70% de la population est touarègue. Les éthnies minoritaires sont Zarma, Fulbé et le sous-groupe haoussa Arawa.

## Villages
La commune s'étend sur 111 villages et 85 hameaux. 

## Services et infrastructures
La commune abrite les services suivants :
- Collège d'enseignement général (CEG) Balleyara et Sandiré.
- Collège d'enseignement technique (CET) Balleyara.
- Centre de Formation aux Métiers (CFM) Balleyara.
- Centre de Santé Intégré (CSI) à Balleyara, Kabé, Kokorbé Fandou, Kossey, Namari Foulan, Sandiré, Tabla et Taya Zarma.

## Économie
Le niveau élevé des eaux souterraines favorise l’agriculture. Ce qui attire les immigrants en particulier du département aride de Ouallam dans le nord. Moutons et chèvres jouent un rôle important dans l’élevage. L'industrie de transformation du cuir est pratiquée.